# Championnat du Luxembourg de football 1925-1926
Navigation
Saison précédente Saison suivante
La saison 1925-1926 du Championnat du Luxembourg de football était la 16e édition du championnat de première division au Luxembourg. Huit clubs sont regroupés au sein d'une poule unique où ils se rencontrent deux fois, à domicile et à l'extérieur. En fin de saison, les deux derniers du classement sont relégués et remplacés par les deux meilleurs clubs de Promotion d'Honneur, la deuxième division luxembourgeoise.
C'est le club des Red Boys Differdange qui remporte le titre en terminant en tête du classement final, avec un seul point d'avance sur le tenant du titre, le CA Spora Luxembourg et 3 points d'avance sur le CS Fola Esch. C'est le 2e titre de champion du Luxembourg du club qui s'offre même le doublé après sa victoire en Coupe du Luxembourg face au club de l'Union Luxembourg.
Pour la première fois en 5 saisons, un club issu de Promotion d'Honneur parvient à se maintenir, il s'agit du club des Red Black Pfaffenthal, qui termine 6e du classement.

## Les 8 clubs participants
| - CA Spora Luxembourg - Red Black Pfaffenthal - Promu de Division d'Honneur - Red Boys Differdange - Jeunesse d'Esch - Fola Esch - Stade Dudelange - Union Luxembourg - US Esch/Alzette - Promu de Division d'Honneur |

## Compétition

### Classement
Le barème utilisé pour établir le classement est le suivant :
- Victoire : 2 points
- Match nul : 1 point
- Défaite, forfait ou abandon : 0 point

| Rang | Équipe                 | Pts | J  | G  | N | P  | Bp | Bc | Diff |  | Résultats (▼ dom., ► ext.) | Dif  | Spo | Fol | Jeu | Uni | Pfa | Dud | USE |
| ---- | ---------------------- | --- | -- | -- | - | -- | -- | -- | ---- |  | -------------------------- | ---- | --- | --- | --- | --- | --- | --- | --- |
| 1    | Red Boys DifferdangeC  | 22  | 14 | 11 | 0 | 3  | 52 | 23 | +29  |  | Red Boys DifferdangeC      |      | 2-3 | 2-0 | 0-5 | 4-2 | 2-0 | 4-2 | 7-0 |
| 2    | CA Spora LuxembourgT   | 21  | 14 | 10 | 1 | 3  | 27 | 21 | +6   |  | CA Spora LuxembourgT       | 0-6  |     | 2-0 | 2-0 | 1-0 | 1-2 | 5-1 | 0-0 |
| 3    | CS Fola Esch           | 18  | 14 | 9  | 0 | 5  | 30 | 22 | +8   |  | CS Fola Esch               | 2-4  | 2-4 |     | 2-1 | 2-1 | 3-1 | 5-1 | 3-0 |
| 4    | Jeunesse d'Esch        | 15  | 14 | 7  | 1 | 6  | 31 | 24 | +7   |  | Jeunesse d'Esch            | 5-2  | 1-2 | 2-1 |     | 0-3 | 0-1 | 2-0 | 1-1 |
| 5    | Union Luxembourg       | 14  | 14 | 7  | 0 | 7  | 36 | 24 | +12  |  | Union Luxembourg           | 1-2  | 3-0 | 1-2 | 2-0 |     | 0-1 | 3-2 | 8-2 |
| 6    | Red Black PfaffenthalP | 11  | 14 | 4  | 3 | 7  | 17 | 26 | -9   |  | Red Black PfaffenthalP     | 0-1  | 2-3 | 1-4 | 3-6 | 1-3 |     | 1-1 | 3-1 |
| 7    | Stade Dudelange        | 6   | 14 | 2  | 2 | 10 | 31 | 43 | -12  |  | Stade Dudelange            | 2-5  | 2-3 | 1-2 | 5-6 | 4-2 | 0-0 |     | 9-2 |
| 8    | US Esch-sur-AlzetteP   | 5   | 14 | 1  | 3 | 10 | 17 | 58 | -41  |  | US Esch-sur-AlzetteP       | 1-11 | 0-1 | 1-2 | 1-3 | 3-7 | 1-1 | 4-2 |     |

## Bilan de la saison
| Championnat du Luxembourg de football 1925-1926 |                                 |
| Champion                                        | Red Boys Differdange (2e titre) |
| Coupes et trophées                              |                                 |
| Vainqueur de la Coupe du Luxembourg 1925-1926   | Red Boys Differdange            |
| Promotions et relégations                       |                                 |
| Promus en Première Division                     | Progrès Niedercorn              |
| Promus en Première Division                     | Aris Bonnevoie                  |
| Relégués en Division d'Honneur                  | Stade Dudelange                 |
| Relégués en Division d'Honneur                  | US Esch-sur-Alzette             |